# La sposa e lo sposo
La sposa e lo sposo è un dipinto a olio su tela (55,2 x46,4 cm) realizzato tra il 1915 e il 1916 dal pittore italiano Amedeo Modigliani.
Attualmente, l'opera si trova esposta presso il Museum of Modern Art di New York.
È uno dei rari dipinti di Modigliani in cui compaiono più persone, solitamente egli infatti eseguiva ritratti singoli.
Il matrimonio ha ispirato numerosi artisti, da Chagall, Picasso, a Modigliani stesso. In quest'opera la scomposizione dei piani facciali ha evidenti origini cubiste ed è accompagnata dalla stilizzazione tipica di Modigliani. I colori sono forti, vividi e caldi, ad eccezione del nero dell'abito dello sposo. Gli occhi sono privi di pupilla, l'incarnato della sposa è reso con una gamma cromatica che va dal rosa al rosso, mentre per il viso dello sposo sono utilizzati rossi e arancio. Dei soggetti collocati in primo piano viene colta l'essenza e l'anima, resi istantaneamente con un contorno marcato.